# 2023 în cinematografie

## Evenimente
- 21–28 ianuarie: La Trieste Film Festival, scurtmetrajul Acolo unde bărcile nu ajung, scris și regizat de Vlad Buzăianu, a primit Mențiune specială.[1]
- 27 ianuarie – 5 februarie: Are loc cea de-a 46-a ediție a Festivalului Internațional de Film de la Göteborg, la care au fost selecționate două filme din România: Metronom de Alexandru Belc și R.M.N. de Cristian Mungiu.

## Premiere românești
| Premiera           | Titlu                                        | Regizor                     | Distribuție                                                                                       | Gen                     |
| ------------------ | -------------------------------------------- | --------------------------- | ------------------------------------------------------------------------------------------------- | ----------------------- |
| 6 ianuarie 2023    | Romina, VTM                                  | Paul-Răzvan Macovei         | Nicole Cherry, Tzancă Uraganu                                                                     | comedie romantică       |
| 20 ianuarie 2023   | Phoenix. Har/Jar                             | Cornel Mihalache            | Nicolae Covaci, Moni Bordeianu, Mircea Baniciu, Josef Kappl, Mani Neumann, Ovidiu Lipan Țăndărică | documentar              |
| 20 ianuarie 2023   | În umbra lui Shakespeare                     | János Tárkányi              | Marian Baroian, Ioan Mircea Farcaș, Alexandru Stan                                                | romantic, dragoste      |
| 20 ianuarie 2023   | Taximetriști                                 | Bogdan Theodor Olteanu      | Monica Bîrlădeanu, Andi Vasluianu, Maria Popistașu, Alexandru Ion                                 | comedie                 |
| 3 februarie 2023   | Ramon                                        | Jesús del Cerro             | Pavel Bartoș, Elvira Deatcu                                                                       | acțiune, comedie        |
| 10 februarie 2023  | Ouăle, franceza și ardelenii                 | Tudor Botezatu              | Alin Panc, Alexandru Pop, Cosmin Seleși, Kristina Cepraga                                         | comedie                 |
| 1 martie 2023      | Frica – Povestea primei superputeri          | Andrei Auslingher Vlad Baba | Ingrid Păduraru, Antonia Ciocoiu, Luca Ralea Strugaru                                             | comedie, fantezie       |
| 17 martie 2023     | Spre nord                                    | Mihai Mincan                | Soliman Cruz, Niko Becker, Bartholome Guingona                                                    | dramă                   |
| 24 martie 2023     | Haita de acțiune                             | Vali Dobrogeanu             | Antonia, Anca Dumitra, Matei Dima                                                                 | acțiune, comedie        |
| 21 aprilie 2023    | Boss                                         | Bogdan Mirică               | Laurențiu Bănescu, Ioana Bugarin, Sergiu Costache                                                 | dramă                   |
| 2 iunie 2023       | Din mintea copiilor                          | Camelia Popa                | Daniel Nuță, Victoria Răileanu, Liviu Cheloiu, Ana Maria Moldovan                                 | comedie, dramă          |
| 1 septembrie 2023  | Arsenie. Viața de apoi                       | Alexandru Solomon           |                                                                                                   | documentar              |
| 22 septembrie 2023 | Mammalia                                     | Sebastian Mihăilescu        | István Teglas, Mălina Manovici, Denisa Nicolae                                                    | dramă                   |
| 22 septembrie 2023 | Băieți deștepți                              | Igor Cobileanski            | Olimpia Melinte, Sergiu Costache, Cristian Iacob                                                  | acțiune, comedie, dramă |
| 29 septembrie 2023 | Tigru                                        | Andrei Tănase               | Cătălina Moga, Paul Ipate, Alex Velea                                                             | acțiune, dramă          |
| 29 septembrie 2023 | Dragoste pe muchie de cuțit                  | Germain Kanda               | Carmen Tănase, Răzvan Bănică, Ada Galeș, Marian Râlea                                             | comedie, romantic       |
| 6 octombrie 2023   | Libertate                                    | Tudor Giurgiu               | Alex Calangiu, Iulian Postelnicu, Cătălin Herlo                                                   | dramă                   |
| 6 octombrie 2023   | K în rețetă                                  | Germain Kanda               | Carmen Tănase, Ada Galeș, Alin Panc                                                               | comedie                 |
| 13 octombrie 2023  | Băieți deștepți                              | Igor Cobileanski            | Olimpia Melinte, Sergiu Costache, Cristian Iacob                                                  | comedie, romantic       |
| 13 octombrie 2023  | Nuntă pe bani                                | Cristian Ilișuan            | Mircea Bravo, Adrian Cucu, Cătălin Herlo                                                          | comedie                 |
| 27 octombrie 2023  | Încă două lozuri                             | Paul Negoescu               | Dragoș Bucur, Alexandru Papadopol, Dorian Boguță                                                  | comedie                 |
| 27 octombrie 2023  | Nu aștepta prea mult de la sfârșitul lumii   | Radu Jude                   | Ilinca Manolache, Ovidiu Pîrșan, Nina Hoss, Dorina Lazăr                                          | dramă                   |
| 3 noiembrie 2023   | 21 de rubini                                 | Ciprian Mega                | Corina Moise, Mickey Rourke, Anthony Delon                                                        | dramă                   |
| 3 noiembrie 2023   | Între revoluții                              | Vlad Petri                  | Ilinca Hărnuț, Victoria Stoiciu                                                                   | documentar              |
| 10 noiembrie 2023  | MMXX                                         | Cristi Puiu                 | Igor Babiac, Dorian Boguță, Dragoș Bucur, Ana Adelaida Perjoiu                                    | dramă                   |
| 17 noiembrie 2023  | Warboy                                       | Marian Crișan               | Daniel Bâliș, Reginald Ammons, Ovidiu Crișan, Adina Iftime                                        | dramă, război           |
| 17 noiembrie 2023  | De ce mă cheamă Nora, când cerul meu e senin | Carla Maria Teaha           | Nora Iuga                                                                                         | documentar              |
| 24 noiembrie 2023  | Miami Bici 2                                 | Jesús del Cerro             | Matei Dima, Charlotte McKinney, Codin Maticiuc, George Piștereanu                                 | comedie                 |
| 24 noiembrie 2023  | Castelul Crăiței                             | Liviu Mărghidan             | Dragoș Olaru, Judith State                                                                        | dramă                   |
| 1 decembrie 2023   | Omul fără linia vieții                       | Adriana Vasilcov            | Rareș Andrici, Armand Calota, Eugenia Șerban, Maia Morgenstern                                    | dramă                   |
| 15 decembrie 2023  | Visul                                        | Cătălin Saizescu            | Vlad Logigan, Silviu Mircescu, Ștefan Lupu, Adrian Nartea                                         | comedie                 |